# Герман Костянтин Федорович
Герман Костянтин Федорович (нар. 15 червня 1928, с. Розтоки, тепер Путильського району Чернівецької області — 8 квітня 2011, Чернівці) — український мовознавець, доктор філологічних наук з 1997, професор з 1997.

## Біографія
Закінчив 1957 Чернівецький університет.
З 1962 працював у ньому (з 1971 — доцент, з 1997 — професор). Був професором кафедри історії та культури української мови та кафедри сучасної української мови.

## Наукова діяльність
Основні праці: з української діалектної мови, ареалогії, фонетики, граматики, синтаксису, стилістики українських діалектів («Українські говірки Північної Буковини в історичному та лінгво-географічному аспектах. Фонетика, фонологія», 1995, та ін.), діалектогенезу, взаємодії укр. діалектів і літературної мови («Взаємодія української літературної мови з територіальними діалектами», 1983), міжмов. контактів («Українські говірки на території Румунії в світлі наукових досліджень», 2001), ономастики («Походження етноніма гуцул та топоніма Гуцульщина», 1997; «Українське діалектне мовлення в топонімії, гідронімії та оронімії Східних Карпат, Прикарпаття, Придністров'я та Нижнього Придунав'я», 2003).
Автор дослідження «Боротьба за розвиток української літературної мови на Буковині (1775—1918 рр.)» (1998).
Уклав «Атлас українських говірок Північної Буковини» (т. 1—2, 1995—1998). Співавтор «Общеславянского лингвистического атласа. Серия лексико-словообразова-тельная» (в. 1-3, 1988—2000). Співукладач «Матеріалів до словника буковинських говірок» (ч. 1—6, 1971—1979).
Написав низку посібників з історії української мови, культури мови та ін. лінгвістичних дисциплін для університетів.
Лауреат обласної премії імені Юрія Федьковича.